# Марога, Поль Жуниор
Поль Жуниор Марога (фр. Paul Junior Maroga, род. 22 марта 1995) — габонский шоссейный велогонщик.

## Карьера
В 2015 году занял третье место на чемпионате Габона индивидуальной гонке.
В конце февраля 2017 года вместе с пятью товарищами по сборной Габона (Нгандамба, Нзаху, Муленги, Чута, Экобена) отказался выйти на старт гонки Тропикале Амисса Бонго из-за нехватки финансирования, учитывая что их тренером был бывший испанский велогонщик Абрахам Олано, а также невыплатой всех причитающихся им бонусов от федерации велоспорта Габона как минимум в течение как минимум двух лет. За это министерство спорта Габона пожизненно отстранило всех шестерых от велоспорта. В июле это решение было заменено двумя условными годами.
Стартовал на таких гонках как Тропикале Амисса Бонго, Тур Камеруна, Гран-при Шанталь Бийя, Тур Сенегала. Был участником чемпионата Африки.

## Достижения
2015
3-й на Чемпионат Габона — индивидуальная гонка